# 코시모 데 메디치

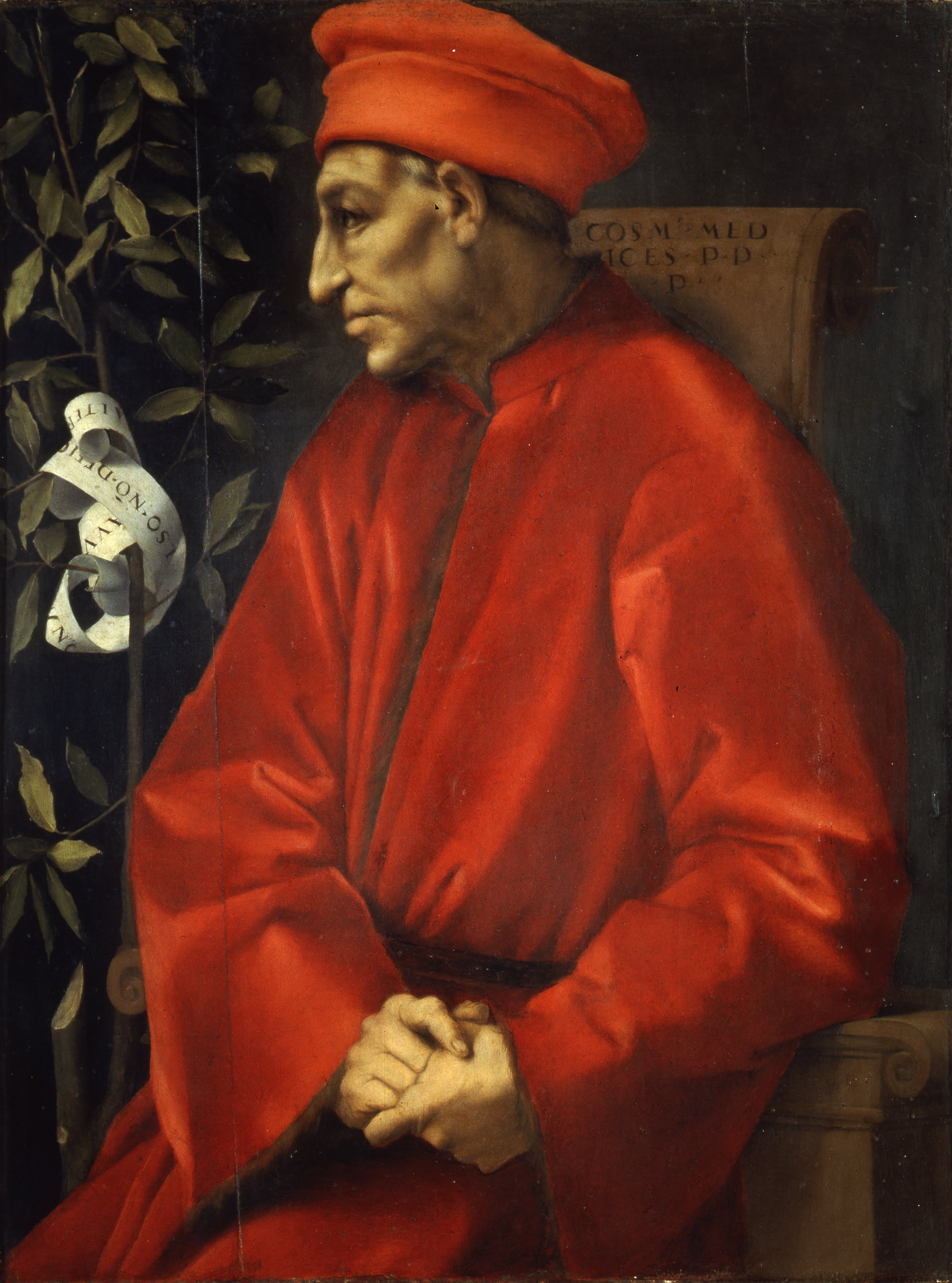
코시모 데 메디치 초상화

코시모 데 메디치(이탈리아어: Cosimo de' Medici,1389년 9월 27일–1464년 8월 1일)는 이탈리아인 은행가, 정치인 및 이탈리아 르네상스 시기에 사실상의 피렌체 통치자로 군림했던 메디치 정치 세력의 창시자이다. 코시모의 권력은 은행가로서 비롯한 그의 엄청난 재력을 통해 생겨난 것이며, 그는 교육과 예술, 건출 분야의 대 후원가이기도 하였다.

## 경력

### 금융인
코시모는 유럽 16개 나라에 지점이 있던 메디치 은행을 경영하였다.

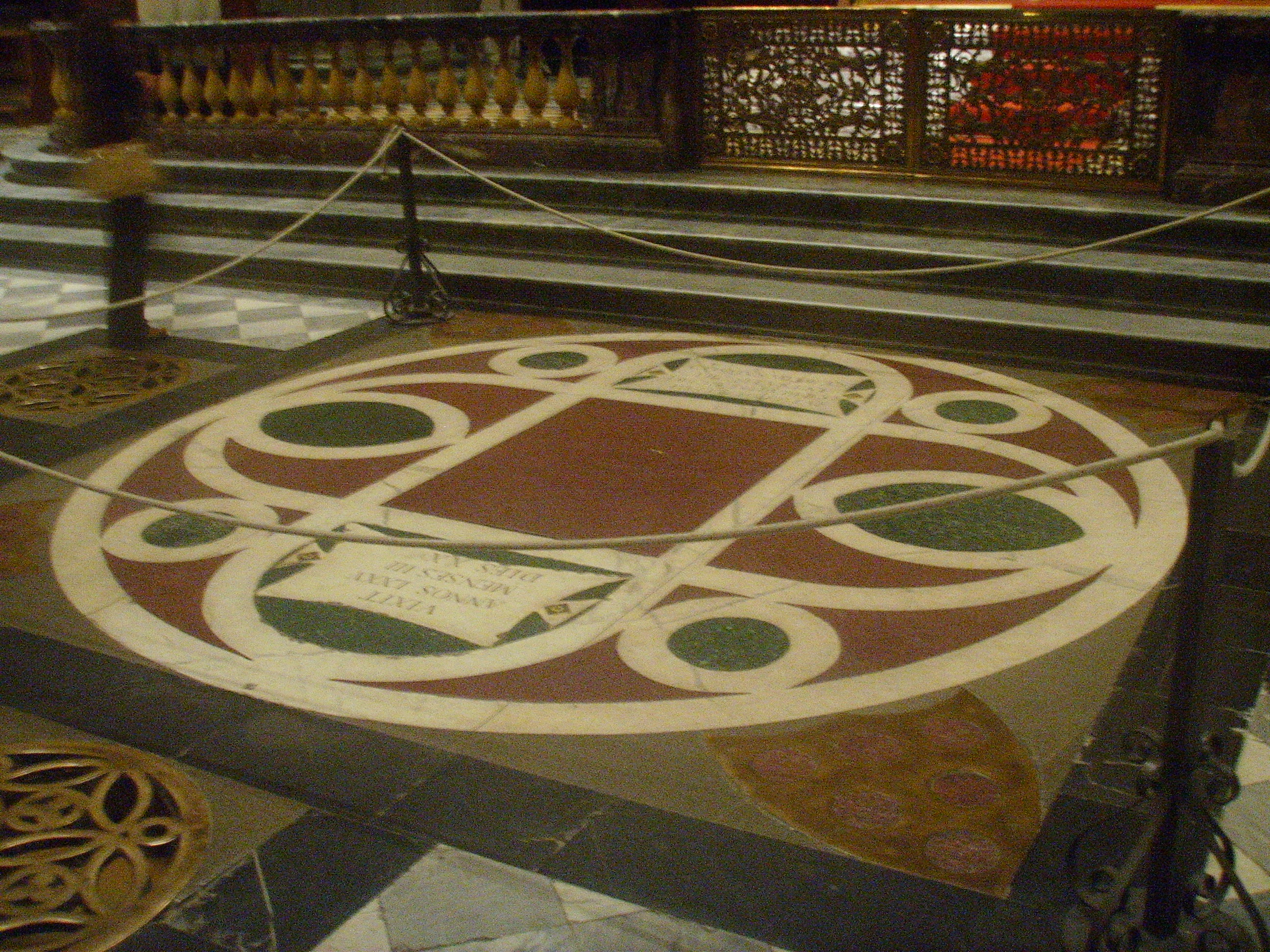
산 로렌초 성당에 있는 코시모 데 메디치의 바닥 무덤

### 인문학적 지식인

#### 인문학 수업
코시모는 인문학적 교양을 갖춘 지식인이었다. 그는 어릴때부터 산타 마리아 델리 안젤리 수도원 학교에서 신학, 문학, 역사, 철학의 기초인 라틴어, 헬라어(그리스말), 히브리어, 아랍어를 배웠고, 학자와 예술인들과 사귀었다. 고문서를 수집하기 위해 예루살렘 성지순례를 가려다가 아버지 조반니 데 메디치의 반대로 무산된 적도 있을 정도로 코시모는 인문학에 열정을 가진 사람이었다.

#### 고문서 수집
장남인 자신이 사업가가 되기 바란 부친의 뜻에 순종하는 대신 그는 학자들을 유럽과 동로마 제국에 보내어 옛 사람들의 지혜가 담긴 그래서 보석이나 돈보다 귀한 보물들인 고문서를 수집하도록 했다. 실제로 코시모는 고문서 수집에 돈을 아끼지 않았으며, 매각을 거부하면 글을 베끼게 해달라고 정중하게 요청하였다. 이렇게 해서 수집된 고문서들은 45명의 전문가들을 고용하여 옮겨쓰게 하였으며, 1443년 산 마르코 수도원안에 메디치 가문 도서관(라틴어: Bibliotecha Mediceana Laurenzians)도서관을 만들어 보관하였다. 메디치 가문 도서관은 고대 그리스, 로마 철학의 창고였으므로 인문주의의 꽃인 르네상스의 기초가 되었으며, 중세 기독교 신학자들에도 영향을 주어 도서관 첫 관장인 토마소 파렌투첼리는 훗날 교황 니콜라오 5세가 되었을 때 '인문주의자 교황'(영어: Humanist Pope)라는 별명을 갖게 되었다. 바티칸 도서관도 메디치 가문 도서관으로부터 영향을 받아서 세워진 것이다.

#### 플라톤 철학 공부
코시모 데 메디치는 동로마 제국에서 온 그리스 철학자 게미스토스 플레톤을 불러다 플라톤 철학과 아리스토텔레스철학의 차이를 공부하였으며, 마르실리오 피치노(1433년-1499년)에게 카레지 별장을 플라톤 아카데미 곧 플라톤 철학을 공부하는 학교로 운영하게 하였다. 코시모는 아카데미의 운영방식에 간섭하지 않았으므로, 마르실리오는 플라톤의 저서를 헬라어에서 라틴어로 번역하였다. 코시모와 인문학자들은 마르실리오가 라틴어로 번역된 철학책을 읽으며 토론함으로써 정신을 가꾸었다.

#### 예술인과의 교류
코시모는 도나텔로, 브루넬레스키 등의 예술인들과도 정다운 이야기를 자주 나눔으로써 예술공부도 하였다.

## 같이 보기
- 메디치 가문

## 참고 자료
- 《동아 비즈니스 리뷰》,〈코시모 데 메디치,최초의 인문경영자〉,김상근(연세대학교 신과대학 선교학 및 종교학 교수), p.50-53